# カンセキ

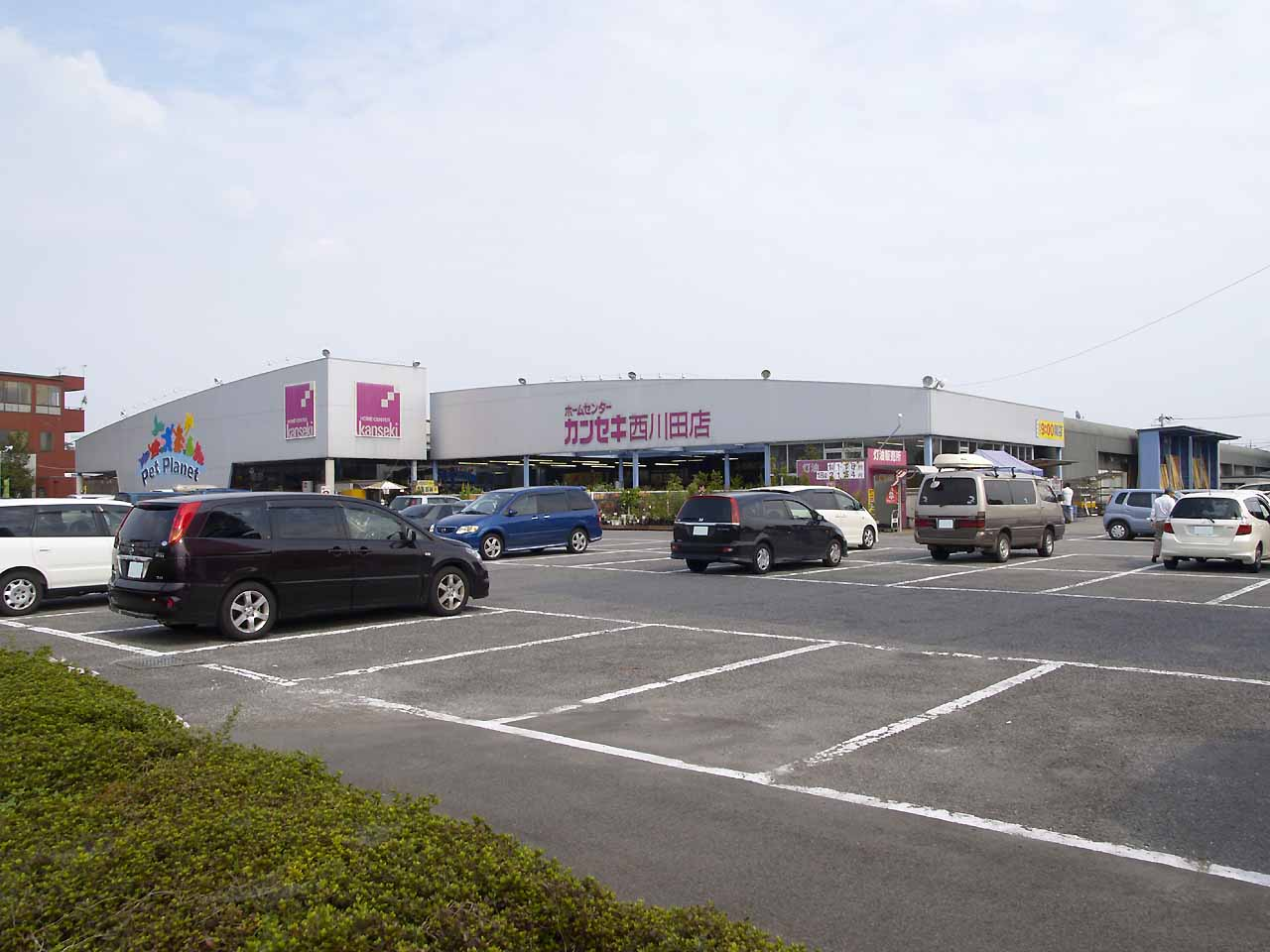
カンセキ西川田店（宇都宮市）

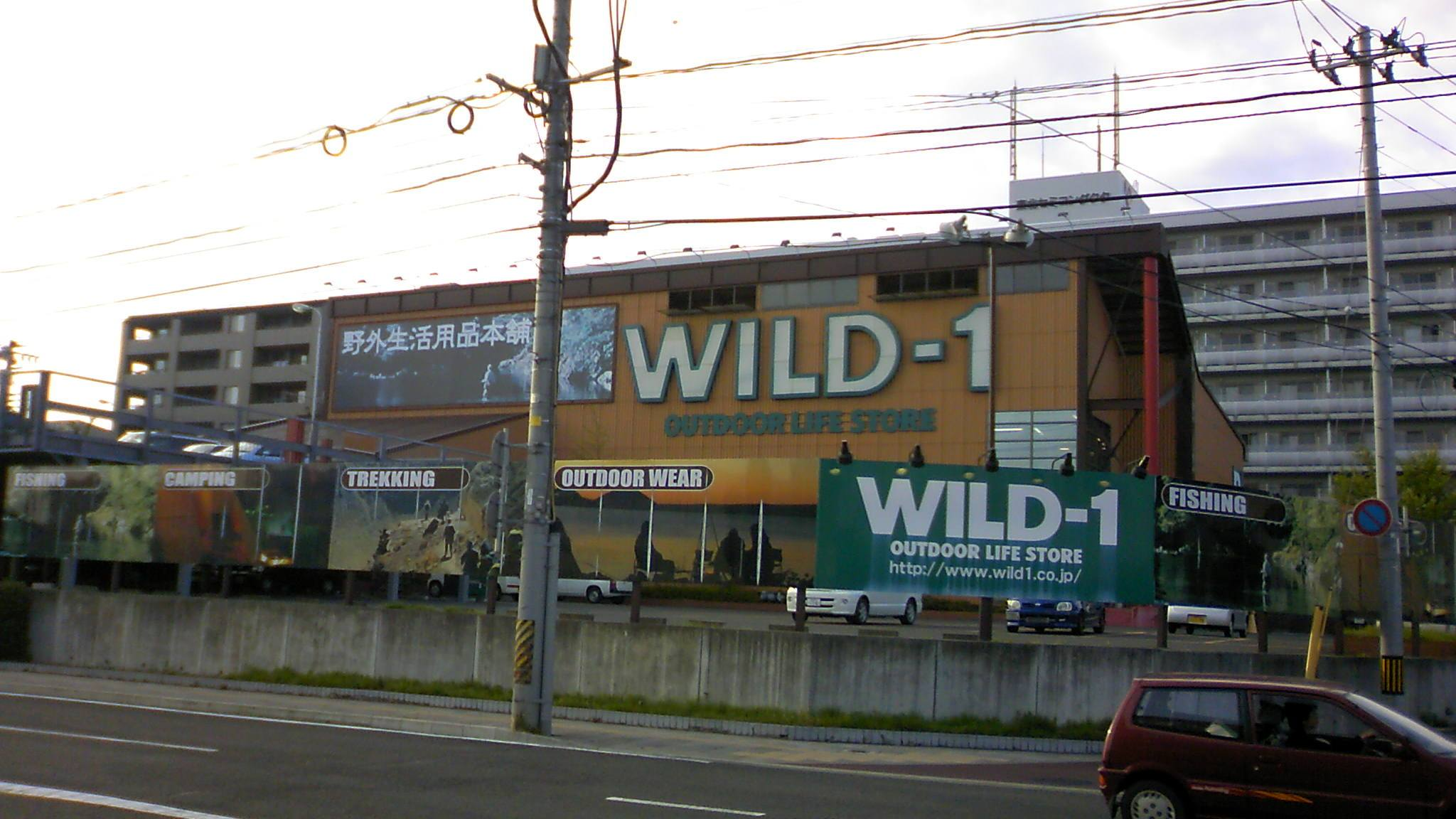
WILD-1仙台泉店

株式会社カンセキ（英: KANSEKI CO., LTD.）は、栃木県を中心にホームセンターを中核に事業を展開している会社。
カンセキの社名は、創業者・服部吉雄が茨城県勝田市（現・ひたちなか市）で起業していた石油製品販売会社「関東石油販売」から（関石=カンセキ）を取ったのが由来。
本社ビルは別企業の研修センターだった所でガンダムの軍艦をイメージした形状となっている。1階は当社運営のオフハウス、ヌマニウコーポレーション運営のハードオフ・ブックオフ・ガレージオフという全国でも珍しい複合運営会社のエコタウン宇都宮西川田店となっている。

## 事業内容
- ホームセンターカンセキ（ホームセンター事業 / ペットプラネット、自転車専門店を含む）
- アウトドアライフストアーWILD-1（ワイルドワン/アウトドア用品）
- リユース店事業 ハードオフ・オフハウス（FC）
- 業務スーパー（業務用食品 / 栃木県内FC）
- 飲食店事業（ワイルド・バーン）

## 関連店舗
ホームセンターと共に、事業の多角化戦略の一環として以下の事業を展開している。
- WILD-1：アウトドア用品専門店
- 業務スーパー：栃木県内フランチャイジー
- オフハウス：ハードオフコーポレーションのフランチャイジー
- ハンバーグレストラン wild-barn
- 住マイル応援隊 リフォーム関連事業（自社、提携業者によるもの）

## 沿革
- 1975年（昭和50年）
  - 2月 - 株式会社服部を茨城県勝田市にて設立。
  - 4月 - 1号店「ホームセンタカンセキ宇都宮西店」を宇都宮市睦町7-3にて開店。
- 1976年（昭和51年）12月 - 商号を株式会社カンセキに変更。
- 1977年（昭和52年）10月 - 本社を栃木県宇都宮市峰町に移転。
- 1983年（昭和58年）4月 - 「カンセキ若草店」を開店し、10店舗に。
- 1984年（昭和59年）4月 - アウトドアライフ専門店「WILD-1」宇都宮駅東店、ハンバーグレストラン「wild-barn」を開店。
- 1988年（昭和63年）4月 - 研修センター（ショールーム型ホームセンター）カンセキホームテック21（宇都宮市西川田本町3-1-1）を開設。
- 1989年（平成元年）
  - 5月 - 本社を研修センター内（現在地）に移転。
  - 8月 - イタリアンレストラン「カプリチョーザ宇都宮駅東店」をフランチャイズにて開店。
  - 10月 - スマイルカード（自社カード）会員募集開始。
  - 10月16日- 今市店で火災（営業時間外）
- 1991年（平成3年）9月 - 日本証券業協会に店頭登録。（現・JASDAQ、証券コード9903）
- 1992年（平成4年）
  - 4月 - 子会社「株式会社アテナ」（現・株式会社バーン）を設立。
  - 6月 - 宇都宮市平出工業団地内にて、カンセキ物流センターを稼動（現・芳賀町、テクノポリス地区内）。
- 1996年（平成8年）7月 - ベーカリーレストラン「サンマルク宇都宮八幡台店」を開店（2012年12月1日よりサンマルク直営店に変更）。
- 1998年（平成10年）10月 - スマイルカードの発行部数が100万枚を突破。
- 1999年（平成11年）
  - 4月 - リフォームサービス「住マイル応援隊」発足。
  - 5月 - 「オフハウス佐野店」を開店し、ハードオフのフランチャイズ展開開始。
- 2003年（平成15年）8月 - 「業務スーパー佐野店」を開店し、フランチャイズ展開を開始。
- 2012年（平成24年）6月26日 - インターネットオンラインショップ「スマイルダイレクト」を開始。
- 2018年（平成30年）5月1日 - 三代目社長に大田垣一郎氏が着任。
- 2019年（平成31年）3月 - WILD-1幕張店開店。
- 2020年（令和2年）
  - 3月12日 - 栃木県総合運動公園陸上競技場の2020年4月から3年間の命名権を年額1800万円で栃木県と契約、「カンセキスタジアムとちぎ」と命名[2]。
- 2022年（令和4年）7月12日 - 同業のDCMホールディングスと資本業務提携を締結。DCMホールディングスが当社株式の6.8%を取得する予定である。[3]
- 2023年（令和5年）
  - 2月1日 - 株式会社茨城カンセキ及び株式会社バーンを吸収合併[4][5]。

## 店舗
カンセキ

ワイルドワン

業務スーパー

ハードオフ・オフハウス

楽々市

ワイルドバーン

## スマイルカード
同業他社に先駆け、ポイントカード「スマイルカード」を発行している。スマイルカードは、過去にキャッシングサービス（足利銀行や栃木銀行ATMでも借入が可能だった）やホームセンターでのクレジット払い、優待施設での会員割引、提携施設でのポイント進呈サービス（スマイルショップ加盟店）等があったが現在は休止している。入会は、クレジットカードが元となっているため、18歳以上で、運転免許証や健康保険証等の身分証明書と会費100円が必要で印鑑や口座番号などは不要である。法人・事業所向けの「スマイルビジネスカード」、官公庁向けの「カンセキカード」もある。